# Branko Strupar
Branko Strupar (* 9. Februar 1970 in Zagreb, SFR Jugoslawien) ist ein ehemaliger belgischer Fußballspieler. 1999 erhielt der gebürtige Kroate nach der Hochzeit mit einer belgischen Frau die belgische Staatsbürgerschaft.

## Leben
Strupar begann seine Karriere bei NK Zagreb. Auf Empfehlung von Besnik Hasi wechselte er 1994 zum KRC Genk. 1996 gelang mit dem Verein der Aufstieg in die Pro League. 1998 wurde er mit 22 Treffern Torschützenkönig und im selben Jahr zu Belgiens Fußballer des Jahres gewählt. Ein Jahr später konnte er mit der Mannschaft die belgische Meisterschaft feiern.
1999 wechselte Strupar zu Derby County in die englische Premier League. Sein Aufenthalt auf der Insel war aber nicht von Erfolg gesegnet: Mehrere Verletzungen bremsten ihn und 2002 misslang der Klassenerhalt. Er blieb dem Verein aber treu. 2003 ging er zurück in seine Geburtsstadt und unterschrieb bei Dinamo Zagreb, wo er nach einer Spielzeit seine Karriere beendete.
Strupar spielte 17-mal für Belgien, dabei gelangen ihm fünf Tore. Er gehörte bei der Weltmeisterschaft 2002 zum Kader, blieb aber bei seinen zwei Einsätzen ohne Torerfolg.